# Aristida hystrix
Aristida hystrix är en gräsart som beskrevs av Carl von Linné d.y.. Aristida hystrix ingår i släktet Aristida och familjen gräs. Inga underarter finns listade i Catalogue of Life.